# Diaphnidia richardsi
Diaphnidia richardsi är en insektsart som beskrevs av Kelton 1965. Diaphnidia richardsi ingår i släktet Diaphnidia och familjen ängsskinnbaggar. Inga underarter finns listade i Catalogue of Life.